# Tyla
Tyla, de son nom complet Tyla Laura Seethal, née le 30 janvier 2002 à Johannesbourg, est une chanteuse, compositrice et danseuse sud-africaine. Elle signe avec Epic Records en 2021 après le succès national de son premier single Getting Late avec Kooldrink.
Tyla se fait connaître dans le monde avec son single Water, sorti en 2023, qui se classe dans le Top 10 au Royaume-Uni et est la première chanson d'une soliste sud-africaine à entrer dans le Billboard Hot 100 aux États-Unis en 55 ans. Elle reçoit le premier Grammy Award de la meilleure performance musicale africaine en 2024. La sortie de son premier album éponyme est prévue en mars 2024. Tyla est également nommée pour un BRIT Award, un Soul Train Music Award, un MOBO Award et deux South African Music Award.

## Biographie
Tyla naît le 30 janvier 2002 à Johannesburg, en Afrique du Sud, dans une famille Coloured aux racines zouloues, indiennes, mauriciennes et irlandaises,,,. Elle obtient son baccalauréat au lycée Edenglen en 2019 et est la « cheffe de la culture de son école » (school's head of culture) cette année-là. Elle commence par publier ses propres chansons et des reprises sur son compte Instagram, ainsi qu'à les envoyer à un certain nombre de personnalités de l'industrie musicale, avant d'être découverte par son premier manager qui a ensuite organisé ses premières sessions d'enregistrement.

### Carrière

#### Getting Lateet succès national (2019-2022)
Fin 2019, Tyla sort son premier single, Getting Late, produit par Kooldrink, qui rencontre un succès national. Le clip qui l'accompagne est nommé pour le clip musical de l'année lors des 28e édition des South African Music Awards en 2022. Elle signe ensuite un contrat d'enregistrement avec Epic Records par le biais d'une coentreprise avec Fax Records aux États-Unis,. Elle suit cet effort avec les singles To Last et Overdue,.

#### Wateret succès international (2023)
La première performance de Tyla a lieu en 2023 lors de l'afterparty Dolce & Gabbana à la Semaine de la mode de Milan, après la sortie de son single Been Thinking,, qui vaut à Tyla son premier classement de sa carrière, dans le classement Billboard Mainstream R&B/Hip-Hop Airplay. Heven Haile de Pitchfork l'a décrit comme un « hymne de club lisse qui canalise les succès pop-R&B séduisants de Ciara et Rihanna au milieu des années 2000 ». Tyla rejoint ensuite Chris Brown en première partie de la partie européenne de sa tournée Under the Influence Tour. En mai 2023, elle sort le single Girl Next Door, avec la chanteuse nigériane Ayra Starr. Elle sort également la chanson Water en juillet 2023 en tant que premier single de son premier EP à venir,. Après avoir suscité un challenge de danse viral sur TikTok, la chanson entre dans le top 10 en Nouvelle-Zélande, aux Pays-Bas et au Royaume-Uni, où elle arrive en tête du UK Afrobeats Singles Chart. En se classant au 67e rang, Water fait de Tyla la plus jeune Sud-Africaine et la première soliste sud-africaine en 55 ans à entrer dans le Billboard Hot 100 des États-Unis, après Grazing in the Grass de Hugh Masekela en 1968,. Elle interprète la chanson en direct lors des émissions The Bianca Show en Suède et The Tonight Show Starring Jimmy Fallon aux États-Unis,. Le clip vidéo qui l'accompagne, sorti le 7 octobre 2023, accumule 3 millions de vues sur YouTube en trois jours. Tyla participe ensuite à une version remixée de la chanson Girls Need Love par Summer Walker, sortie dans le cadre de l'EP Girls Mix de cette dernière en octobre 2023.
Tyla, 1er album (2024)
Le 22 mars 2024, l'artiste sud-africaine sort son premier album éponyme incluant des collaborations avec Travis Scott, Becky G, Gunna ou Tems. Un projet de 14 titres pour l’étoile montante qui a envahi TikTok grâce à son titre Water.
En décembre 2024 elle apparaît dans l'émission de Sabrina Carpenter, A Nonsense Christmas diffusé sur Netflix.

## Prix et distinctions
Elle reçoit le prix de la meilleure performance de musique africaine à la 66e cérémonie des Grammy Awards le 4 février 2024. Elle devient ainsi la plus jeune artiste africaine à remporter un Grammy. Et c'est le tout premier Grammy Award de la meilleure performance musicale africaine, une nouvelle catégorie de prix créée en son honneur. Le 30 juin 2024, Tyla remporte deux prix à la 19e cérémonie des BET Awards. Elle obtient trois prix, dont celui de la meilleure artiste de R & B, aux MTV Europe Music Awards 2024.

## Discographie

### Singles
- Getting Late (Avec Kooldrink) (2019)
- Overdue (Avec DJ Lag Et Kooldrink) (2021)
- Been Thinking (2023)
- Girl Next Door (Avec Ayra Starr) (2023)
- Water (2023)
- Truth Or Dare (2024)
- Art (2024)
- Jump (Avec Gunna et Skillibeng) (2024)
- One Call (Avec Spinall et Omah Lay) (2024)
- Push 2 Start (2024)
- Bliss (2025)
- Is It (2025)
- Dynamite (Avec Wizkid) (2025)
- PBT (Avec Travis Scott et Vybz Kartel) (2025)

### Participations
- Thata Ahh (Avec Shaunmusiq, Ftears, DJ Maphorisa, Young Stunna, Madumane)  (2022)
- Ke Shy (Avec Major Lazer, Major League DJz, Luudadeejay et Yumbs) (2023)
- Bana Ba (Avec Daliwonga, Shaunmusiq, Ftears et Titom) (2023)

### Singles Promotionnel
- To Last (2022)
- On And On (2023)
- Butterflies (2023)
- Tears (2024)

### Singles promotionnels
- 2025 : Everything Goes With Blue (de la soundtrack du film Les Schtroumpfs, le film)

### Collaborations
- 2024 : One Call (de SPINALL avec Omah Lay)
- 2025 : When I'm With You (de Lisa)
- 2025 : Show Me Love (de WizTheMc)

### Tournées
- 2022 : Under The Influence Tour (de Chris Brown)
- 2024 : Tyla Tour
- 2025 : We Wanna Party Tour